# 2019 en boxe anglaise
| Années de la boxe anglaise : 2016 - 2017 - 2018 - 2019 - 2020 - 2021 - 2022    |
| Décennies de la boxe anglaise : 1980 - 1990 - 2000 - 2010 - 2020 - 2030 - 2040 |

Résumé de l'année 2019 en boxe anglaise.

## Boxe professionnelle

### Janvier
- 13/01/19 : José Uzcátegui (28-3, 23 KO) perd aux points contre Caleb Plant (18-0, 10 KO) pour le titre de champion IBF poids super-moyens.
- 18/01/19 : Demetrius Andrade (27-0, 17 KO), champion WBO poids moyens, bat par arrêt de l'arbitre au 12e round Artur Akavov (19-3, 8 KO).
- 18/01/19 : TJ Doheny (21-0, 15 KO), champion IBF poids super-coqs, bat par arrêt de l'arbitre au 11e round Ryohei Takahashi (16-4-1, 6 KO).
- 19/01/19 : Rau'shee Warren (16-3, 4 KO) perd aux points contre Nordine Oubaali (15-0, 11 KO) pour le titre vacant de champion WBC poids coqs.
- 26/01/19 : Jaime Munguia (32-0, 26 KO), champion WBO poids super-welters, bat aux points Takeshi Inoue (13-1-1, 7 KO).
- 26/01/19 : Keith Thurman (29-0, 22 KO), champion WBA poids welters, bat aux points Josesito Lopez (36-8, 19 KO).

### Février
- 02/02/19 : Eleider Álvarez (24-1, 12 KO), champion WBO poids mi-lourds, perd aux points contre Sergey Kovalev (33-3-1, 28 KO).
- 02/02/19 : Richard Commey (28-2, 25 KO) bat par arrêt de l'arbitre au 2e round Isa Chaniev (13-1, 6 KO) pour le titre vacant de champion IBF poids légers.
- 02/02/19 : Óscar Valdez (25-0, 20 KO), champion WBO poids plumes, bat par arrêt de l'arbitre au 7e round Carmine Tommasone (19-1, 5 KO).
- 09/02/19 : Rey Vargas (33-0, 22 KO), champion WBC poids super-coqs, bat aux points Franklin Manzanilla (18-5, 17 KO).
- 09/02/19 : Gervonta Davis (21-0, 20 KO), champion WBA poids super-plumes, bat par KO au 1er round Hugo Ruiz (39-5, 3 KO).
- 10/02/19 : José Carlos Ramírez (24-0, 16 KO), champion WBC poids super-légers, bat aux points Jose Zepeda (30-2, 25 KO).
- 16/02/19 : Leo Santa Cruz (36-1-1, 19 KO), champion WBA poids plumes, bat aux points Rafael Rivera (26-3-2, 17 KO).
- 16/02/19 : Carlos Licona (14-1, 2 KO), champion IBF poids pailles, perd par KO au 12e round contre DeeJay Kriel (15-1-1, 7 KO).
- 26/02/19 : Vic Saludar (19-3, 10 KO), champion WBO poids pailles.
- 23/02/19 : Anthony Dirrell (33-1-1, 24 KO) bat aux points après arrêt sur blessure au 10e round Avni Yildirim (21-2, 12 KO) pour le titre vacant de champion WBC poids super-moyens, bat aux points Masataka Taniguchi (11-3, 7 KO).

### Mars
- 09/03 : Shawn Porter (30-2-1, 17 KO), champion WBC poids welters, bat aux points Yordenis Ugas (23-4, 11 KO).
- 09/03 : Dmitry Bivol (16-0, 11 KO), champion WBA poids mi-lourds, bat aux points Joe Smith Jr (24-3, 20 KO).
- 09/03 : Maurice Hooker (26-0-3, 17 KO), champion WBO poids super-légers, bat aux points Mikkel LesPierre (21-1-1, 10 KO).
- 15/03 : Tevin Farmer (29-4-1, 6 KO), champion IBF poids super-plumes, bat aux points Jono Carroll (16-1-1, 3 KO).
- 16/03 : Errol Spence Jr. (25-0, 21 KO), champion IBF poids welters, bat aux points Mikey Garcia (39-1, 30 KO).
- 16/03 : Kosei Tanaka (13-0, 7 KO), champion WBO poids mouches, bat aux points Ryoichi Taguchi (27-4-2, 12 KO).
- 23/03 : Charlie Edwards (15-1,  KO), champion WBC poids mouches, bat aux points Angel Moreno (19-3-2, 6 KO).
- 30/03 : Ángel Acosta (20-1, 20 KO), champion WBO poids mi-mouches bat par KO au 8e round Ganigan López (35-9, 19 KO).
- 30/03 : Oleksandr Gvozdyk (17-0, 14 KO), champion WBC poids mi-lourds bat par arrêt de l’arbitre au 5e round Doudou Ngumbu (38-9, 14 KO).

### Avril
12/04 : Vasyl Lomachenko (13-1, 10 KO), champion WBA et WBO poids légers, bat par KO au 4e round Anthony Crolla (34-7-3, 13 KO).

13/04 : Jaime Munguia (33-0, 26 KO), champion WBO poids super-welters, bat aux points Dennis Hogan (28-2-1, 13 KO).

20/04 : Terence Crawford (35-0, 26 KO), champion WBO poids welters, bat par arrêt de l’arbitre au 6e round Amir Khan (33-5, 20 KO).

26/04 : Wisaksil Wangek (47-5-1, 41 KO), champion WBC poids super-mouches, perd aux points contre Juan Francisco Estrada (39-3, 26 KO).

26/04 : Daniel Roman (27-2-1, 10 KO), champion WBA poids super-coqs, bat aux points TJ Doheny (21-1, 15 KO), champion IBF.

27/04 : Nonito Donaire (40-5, 26 KO), champion WBA poids coqs, bat par KO au 6e round Stephon Young (18-2-3, 7 KO).

27/04 : Kiryl Relikh (23-3, 19 KO), champion WBA poids super-légers, perd par arrêt de l'arbitre au 6e round contre Regis Prograis (24-0, 20 KO).

### Mai
04/05 : Jerwin Ancajas (31-1-2, 21 KO), champion IBF poids super-mouches, bat par KO au 7e round Ryuichi Funai (31-8, 22 KO).

04/05 : Artur Beterbiev (14-0, 14 KO), champion IBF poids mi-lourds, bat par KO au 5e round Radivoje Kalajdzic (24-2, 17 KO).

04/05 : Canelo Álvarez (52-1-2, 35 KO), champion WBA & WBC poids moyens, bat aux points Daniel Jacobs (35-3, 29 KO), champion IBF.

11/05 : Miguel Berchelt (36-1, 32 KO), champion WBC poids super-plumes, bat par abandon au 6e round Francisco Vargas (25-2-2, 18 KO).

11/05 : Emanuel Navarrete (27-1, 23 KO), champion WBO poids super-coqs, bat par arrêt de l'arbitre au 12e round Isaac Dogboe (20-2, 14 KO).

11/05 : Jarrett Hurd (23-1, 16 KO), champion WBA & IBF poids super-welters, perd aux points contre Julian Williams (27-1-1, 16 KO).

12/05 : Moruti Mthalane (38-2, 25 KO), champion IBF poids super-mouches, bat aux points Masayuki Kuroda (30-8-3, 16 KO).

18/05 : Billy Joe Saunders (28-0, 13 KO) bat aux points Shefat Isufi (27-4-2, 20 KO) et remporte le titre vacant de champion WBO poids super-moyens,.

18/05 : Ivan Baranchyk (19-1, 12 KO), champion IBF poids super-légers, perd aux points contre Josh Taylor (15-0, 12 KO).

18/05 : Emmanuel Rodriguez (19-1, 12 KO), champion IBF poids coqs, perd par KO au 2e round contre Naoya Inoue (18-0, 16 KO).

18/05 : Deontay Wilder (41-0-1, 40 KO), champion WBC poids lourds, bat par KO au 1er round Dominic Breazeale (20-2, 18 KO).

18/05 : Gary Russell Jr. (30-1, 18 KO), champion WBC poids plumes, bat par arrêt de l'arbitre au 5e round Kiko Martinez (39-9-2, 28 KO).

19/05 : Felix Alvarado (35-2, 30 KO), champion IBF poids mi-mouches, bat aux points Reiya Konishi (17-2, 7 KO).

25/05 : Masayuki Ito (25-2-1, 13 KO), champion WBO poids super-plumes, perd aux points contre Jamel Herring (20-2, 10 KO).

31/05 : Chayaphon Moonsri (53-0, 18 KO), champion WBC poids pailles, bat aux points Tatsuya Fukuhara (21-7-6, 7 KO).

### Juin
01/06 : Callum Smith (26-0, 19 KO), champion WBA poids super-moyens, bat par arrêt de l'arbitre au 3e round Hassan N'Dam N'Jikam (37-4, 21 KO).

01/06 : Anthony Joshua (22-1, 21 KO), champion WBA, IBF et WBO poids lourds, perd par arrêt de l'arbitre au 7e round contre Andy Ruiz Jr (33-1, 22 KO).

08/06 : Óscar Valdez (26-0, 20 KO), champion WBO poids plumes, bat aux points Jason Sanchez (14-1, 7 KO).

15/06 : Artem Dalakian (19-0, 14 KO), champion WBA poids mouches, bat au 10e round Sarawut Thawornkham (20-2, 15 KO).

15/06 : Josh Warrington (29-0, 6 KO), champion IBF poids plumes, bat aux points Kid Galahad (26-1, 15 KO).

15/06 : Mairis Briedis (31-2, 19 KO) bat par arrêt de l'arbitre au 3e round Krzysztof Głowacki (26-1, 19 KO) pour le titre de champion WBO poids lourds-légers.

19/06 : Hiroto Kyoguchi (13-0, 9 KO), champion WBA poids mi-mouches, bat aux points Sarawut Thawornkham (20-2, 15 KO).

19/06 : Kazuto Ioka (24-2, 14 KO) bat  Aston Palicte (25-3-1, 21 KO) par arrêt de l'arbitre au 7e round pour le titre vacant de champion WBO poids super-mouches.

19/06 : Ángel Acosta (20-2, 20 KO) champion WBO poids mi-mouches, perd par KO au 12e round contre Elwin Soto (15-1, 11 KO).

28/06 : Richard Commey (29-2, 26 KO), champion IBF poids légers, bat par KO au 8e round Raymundo Beltran (36-9-1, 22 KO).

29/06 : Khalid Yafai (26-0, 15 KO), champion WBA poids super-mouches, bat aux points Norbelto Jimenez (29-9-4, 16 KO).

29/06 : Demetrius Andrade (28-0, 17 KO), champion WBO poids moyens, bat aux points Maciej Sulecki (28-2, 11 KO).

### Juillet
06/07 : Nordine Oubaali (16-0, 12 KO), champion WBC poids coqs, bat par abandon au 6e round Arthur Villanueva (32-4-1, 18 KO).

12/07 : Ken Shiro (16-0, 9 KO), champion WBC poids mi-mouches, bat par arrêt de l'arbitre au 4e round Jonathan Taconing (28-4-1, 22 KO).

13/07 : Rey Vargas (34-0, 22 KO), champion WBC poids super-coqs, bat aux points Tomoki Kameda (36-3, 20 KO).

20/07 : Caleb Plant (19-0, 11 KO), champion IBF poids super-moyens, bat par arrêt de l'arbitre au 3e round Mike Lee (21-0, 11 KO).

20/07 : Keith Thurman (29-1, 22 KO), champion WBA poids welters, perd aux points contre Manny Pacquiao (62-7-2, 39 KO).

27/07 : Jose Carlos Ramirez (25-0, 17 KO), champion WBC poids super-légers, bat par arrêt de l'arbitre au 6e round Maurice Hooker (26-1-3, 17 KO), champion WBO.

27/07 : Gervonta Davis (22-0, 21 KO), champion WBA poids super-plumes, bat par arrêt de l'arbitre au 2e round Ricardo Nunez (21-3, 19 KO).

27/07 : Tevin Farmer (30-4-1, 6 KO), champion IBF poids super-plumes, bat aux points Guillaume Frenois (46-2-1, 12 KO).

### Août
02/08 : Thammanoon Niyomtrong (20-0, 8 KO), champion WBA poids pailles, bat aux points ArAr Andales (10-1, 2 KO).

17/08 : Emanuel Navarrete (28-1, 24 KO), champion WBO poids super-coqs, bat par KO au 3e round Francisco De Vaca (20-1, 6 KO).

24/08 : Kosei Tanaka (14-0, 8 KO), champion WBO poids mouches, bat par arrêt de l'arbitre au 7e round Jonathan Gonzalez (22-3-1, 13 KO).

24/08 : Juan Francisco Estrada (40-3, 27 KO), champion WBC poids super-mouches, bat par arrêt de l'arbitre au 9e round Dewayne Beamon (16-2-1, 11 KO).

24/08 : Vic Saludar (19-4, 10 KO), champion WBO poids pailles, perd aux points contre Wilfredo Mendez (14-1, 5 KO).

24/08 : Sergey Kovalev (34-3-1, 29 KO), champion WBO poids mi-lourds, bat par arrêt de l'arbitre au 11e round Anthony Yarde (18-1, 17 KO).

31/08 : Vasyl Lomachenko (14-1, 10 KO), champion WBA & WBO poids légers, bat aux points Luke Campbell (20-3, 16 KO) et s'empare également du titre WBC vacant.

### Septembre
07/09 : Pedro Taduran (14-2, 11 KO) bat par abandon au 4e round Samuel Salva (17-1, 10 KO) et remporte le titre vacant de champion IBF poids pailles.

14/09 : Emanuel Navarrete (29-1, 25 KO), champion WBO poids super-coqs, bat par arrêt de l'arbitre au 4e round Juan Miguel Elorde (28-2, 15 KO).

14/09 : Jaime Munguia (34-0, 27 KO), champion WBO poids super-welters, bat par arrêt KO au 4e round Patrick Allotey (40-4, 30 KO).

28/09 : Errol Spence Jr. (26-0, 21 KO), champion IBF poids welters, bat aux points Shawn Porter, champion WBC (30-3-1, 17 KO).

28/09 : Anthony Dirrell (33-2-1, 24 KO), champion WBC poids super-moyens, perd par arrêt de l'arbitre au 9e round contre David Benavidez (21-0, 19 KO).

### Octobre
01/10 : Hiroto Kyoguchi (14-0, 9 KO), champion WBA poids super-mouches, bat aux points Tetsuya Hisada (34-10-2, 20 KO).

05/10 : Gennady Golovkin (40-1-1, 35 KO), bat aux points Sergiy Derevyanchenko (13-2, 10 KO) pour le titre vacant de champion IBF poids moyens.

12/10 : Josh Warrington (30-0, 7 KO), champion IBF poids plumes, bat par arrêt de l'arbitre au 2e round Sofiane Takoucht (35-6-1, 13 KO).

12/10 : Dmitry Bivol (17-0, 10 KO), champion WBA poids mi-lourds, bat aux points Lenin Castillo (20-3-1, 15 KO).

18/10 : Oleksandr Gvozdyk (17-1, 14 KO), champion WBC poids mi-lourds, perd par arrêt de l'arbitre au 10e round contre Artur Beterbiev (15-0, 15 KO), champion IBF.

24/10 : Elwin Soto (16-1, 11 KO), champion WBO poids mi-mouches, bat aux points Edward Heno (14-1-5, 5 KO).

25/10 : Chayaphon Moonsri (54-0, 18 KO), champion WBC poids pailles, bat aux points Simpiwe Konkco (19-6, 7 KO).

26/10 : Wilfredo Mendez (15-1, 6 KO), champion WBO poids pailles, bat au 7e round Axel Aragon Vega (13-3-1, 8 KO).

26/10 : Josh Taylor (16-0, 12 KO), champion IBF poids super-légers, bat aux points Regis Prograis (24-1, 20 KO), champion WBA.

26/10 : Shakur Stevenson (13-0, 7 KO) bat Joet Gonzalez (23-1, 14 KO) aux points pour le titre vacant de champion WBO poids plumes.

### Novembre
02/11 : Miguel Berchelt (37-1, 33 KO), champion WBC poids super-plumes, bat par KO au 4e round Jason Sosa (23-4-4, 16 KO).

02/11 : Sergey Kovalev (34-4-1, 29 KO), champion WBO poids mi-lourds, perd par arrêt de l'arbitre au 11e round contre Saul Alvarez (52-1-2, 36 KO).

07/11 : Nordine Oubaali (17-0, 12 KO), champion WBC poids coqs, bat aux points Takuma Inoue (13-1, 3 KO).

07/11 : Naoya Inoue (19-0, 16 KO), champion IBF poids coqs, bat aux points Nonito Donaire (40-6, 26 KO), champion WBA.

09/11 : Jamel Herring (21-2, 10 KO), champion WBO poids super-plumes, bat aux points Lamont Roach (19-1-1, 7 KO).

09/11 : Billy Joe Saunders (29-0, 14 KO), champion WBO poids super-moyens, bat par KO au 11e round Marcelo Esteban Coceres (28-1-1, 15 KO).

15/11 : Arsen Goulamirian (25-0, 17 KO), bat par KO au 3e round Kane Watts (21-4, 13 KO) pour le titre de champion WBA poids lourds-légers.

23/11 : Deontay Wilder (42-0-1, 41 KO), champion WBC poids lourds, bat par KO au 7e round Luis Ortiz (31-2, 26 KO).

23/11 : Callum Smith (27-0, 19 KO), champion WBA poids super-moyens, bat aux points John Ryder (28-5, 16 KO).

23/11 : Léo Santa Cruz (37-1-1, 19 KO) bat aux points Miguel Flores (24-3, 12 KO) pour le titre de champion WBA poids super-plumes.

30/11 : Zolani Tete (28-4, 21 KO), champion WBO poids coqs, perd par arrêt de l'arbitre au 3e round contre John Riel Casimero (29-4, 20 KO).

### Décembre
07/12 : Andy Ruiz Jr. (33-2, 22 KO), champion WBA, WBO et IBF poids lourds, perd ses titres aux points contre Anthony Joshua (23-1, 21 KO).

07/12 : Emanuel Navarrete (30-1, 26 KO), champion WBO poids super-coqs, bat par arrêt de l’arbitre au 4e round Francisco Horta (20-4-1, 10 KO).

07/12 : Jerwin Ancajas (32-1-2, 22 KO), champion IBF poids super-mouches, bat par arrêt de l’arbitre au 6e round Miguel Gonzalez (31-3, 8 KO).

14/12 : Richard Commey (29-3, 26 KO), champion IBF poids légers, perd son titre par arrêt de l’arbitre au 2e round contre Teófimo López (15-0, 12 KO).

14/12 : Terence Crawford (36-0, 27 KO), champion WBO poids welters, bat par arrêt de l’arbitre au 9e round Egidijus Kavaliauskas (21-1-1, 17 KO).

20/12 : Julio César Martínez Aguilar (15-1, 12 KO) bat par arrêt de l’arbitre au 9e round Cristofer Rosales (29-5, 20 KO) pour le titre vacant de champion WBC poids mouches.

21/12 : Tony Harrison (28-3, 21 KO), champion WBC poids super-welters, perd par KO au 11e round contre Jermell Charlo (33-1, 16 KO).

23/12 : Moruti Mthalane (39-2, 26 KO), champion IBF poids mouches, bat par arrêt de l’arbitre au 9e round Akira Yaegashi (28-7, 16 KO).

28/12 : Arsen Goulamirian (26-0, 18 KO), champion WBA poids lourds-légers, bat par abandon à l'issue du 9e round Constantin Bejenaru (14-1, 4 KO).

31/12 : Kazuto Ioka (25-2, 14 KO), champion WBO poids super-mouches, bat aux points Jeyvier Cintron (11-1, 5 KO).

31/12 : Kosei Tanaka (15-0, 9 KO), champion WBO poids mouches, bat par KO au 3e round Wulan Tuolehazi (13-4-1, 6 KO).

## Boxe amateur
- Du 16 au 27 avril : championnats d'Asie de boxe amateur 2019.
- Du 21 au 30 juin : compétitions de boxe aux Jeux européens de 2019.
- Du 27 juillet au 2 août : compétitions de boxe aux Jeux panaméricains de 2019.
- Du 25 août au 2 septembre : championnats du monde de boxe amateur 2019.

## Principaux décès
- 1er mars : Eusebio Pedroza, boxeur panaméen champion du monde des poids plumes, 62 ans[1].
- 14 juillet : Pernell Whitaker, boxeur américain champion olympique en 1984 et champion du monde dans 4 catégories de poids, 55 ans[2].
- 3 août : Jean-Claude Bouttier, boxeur français champion d'Europe des poids moyens, 74 ans[3].
- 16 août : José Nápoles, boxeur cubain champion du monde des poids welters, 79 ans[4].
- 15 octobre : Song Soon-chun, boxeur sud-coréen médaillé d'argent olympique en 1956 dans la catégorie poids coqs, 85 ans[5].
- 8 décembre : Zvonimir Vujin, boxeur yougoslave médaillé de bronze olympique en 1968 et 1972, 76 ans[6].

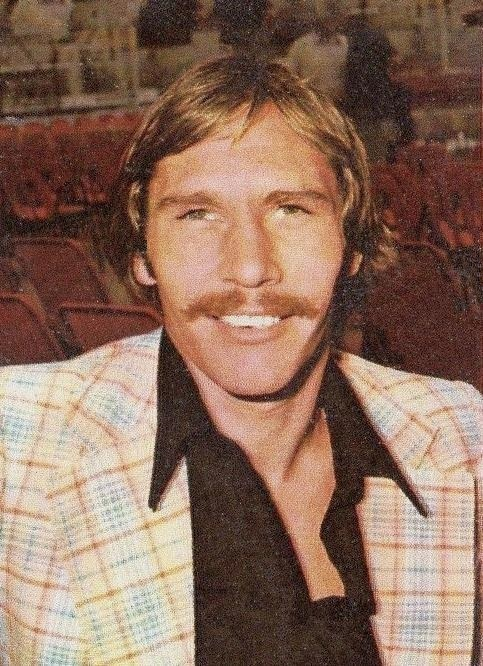
Jean-Claude Bouttier en 1972
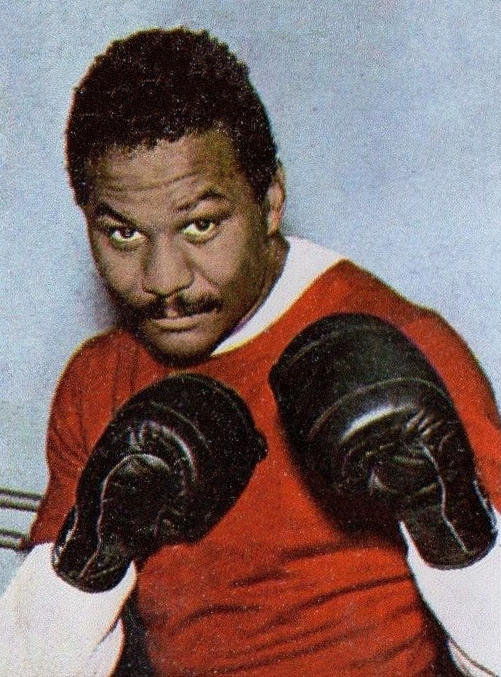
José Nápoles en 1973
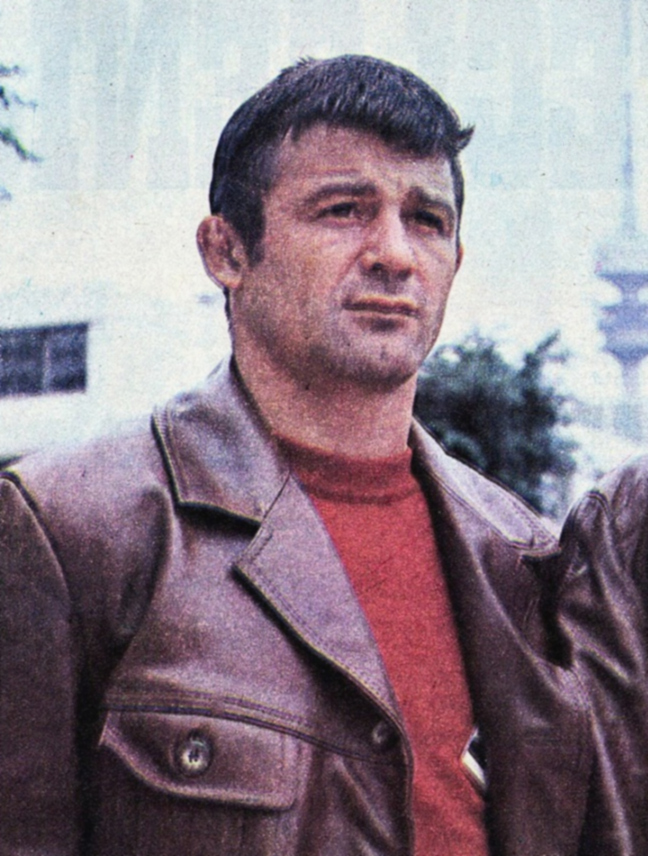
Zvonimir Vujin en 1972